# Човешко торпедо
Човешките торпеда или живи торпеда са наричани малки управляеми подводници, използвани като морско оръжие през Втората световна война.
Проектирани са за едночленен екипаж.
Базовият дизайн на тези средства се използва и в днешни дни. Те са вид средство за подводно придвижване.